# Repartimiento de Mercancías
Das System der Repartimiento de Mercancías (kurz spanisch reparto), auch bekannt unter dem Namen „repartimiento de bienes“, verpflichtete die Indigenen in den spanischen Kolonien Südamerikas, dem Corregidor (dem spanischen Magistrat eines Territoriums) oder anderen Besitzern des Handelsmonopols die von ihm angebotenen Güter abzukaufen.
Durch die hohen Zahlungen geraten die Indios in Armut und wurden so vollkommen unterworfen.
Die Preise für die Güter lagen dabei oft über dem eigentlichen Marktwert und die Handelsware wurde von den Indigenen meist überhaupt nicht gebraucht. Die aufgezwungenen Güter mussten die Indigenen mit Geld, Land oder Arbeitsleistungen abzahlen. Das System, das im 17. Jahrhundert aufkam, wurde im 18. Jahrhundert nochmals gesteigert. Mit den Bourbonischen Reformen des spanischen Königs Karl III. wurde eine zusätzliche Steigerung der reparto verordnet, wodurch die Wirtschaft der Kolonien angekurbelt werden sollte.